# Савельев, Юрий Ростиславович
Юрий Ростиславович Савельев (род. 22 ноября 1959 года, Ростов-на-Дону, РСФСР, СССР) — российский архитектор, искусствовед, академик Российской академии художеств (2019).

## Биография
Родился 22 ноября 1959 года в Ростове-на-Дону.
В 1983 году — окончил архитектурный факультет Ленинградского инженерно-строительного института, в 1990 году — аспирантуру Института живописи, скульптуры и архитектуры имени И. Е. Репина.
В 1992 году — защитил кандидатскую диссертацию в области архитектуры, тема: «Заказ в архитектуре. На материале средневекового русского зодчества XI—XV веков».
В 2007 году — защитил докторскую диссертацию в области искусствоведения, тема: «Искусство „историзма“ в системе государственного заказа второй половины XIX — начала XX века: на примере „византийского“ и русского стилей».
С 1991 по 1999 годы — основатель и директор «Галереи современного искусства» в Москве, созданной при участии Союза архитекторов СССР.
С 1999 по 2002 годы — учёный секретарь Союза художников России.
С 2000 года — ведущий научный сотрудник и член диссертационного совета НИИ теории и истории архитектуры и градостроительства РААСН, с 2017 по 2019 годы — главный научный сотрудник.
С 2007 по 2015 годы — ведущий научный сотрудник НИИ теории и истории изобразительных искусств РАХ.
С 2009 по 2012 года — член Диссертационного совета исторического факультета Санкт-Петербургского государственного университета.
В 2009 году — избран членом-корреспондентом, в 2019 году — избран академиком Российской академии художеств от Отделения архитектуры.
С 2013 года — профессор Международной академии архитектуры в Москве, с 2014 года — советник Российской академии архитектуры и строительных наук.
Член Союза архитекторов России, Союза художников России, Союза писателей России.
Академик-корреспондент Королевской академии художеств Сан Фернандо (2016, Мадрид, Испания), академик-корреспондент Королевской каталонской академии художеств Св. Георгия (2001, Барселона), академик-корреспондент Королевской академии художеств Сан Тельмо (2012, Малага).
Член редколлегии «Новой византийской библиотеки», «Вестника ПСТГУ» (Серия V: Вопросы истории и теории христианского искусства), член Императорского Православного Палестинского общества.
Профессор Православного Свято-Тихоновского гуманитарного университета, профессор Московского государственного университета имени М. В. Ломоносова
Эксперт Российского Фонда фундаментальных исследований РАН, член Санкт-Петербургского Дома ученых имени А. М. Горького РАН.
Спонсор создания филиала Государственной Третьяковской галереи — Музея художников Н. С. Гончаровой и М. Ф. Ларионова в Трехпрудном переулке Москвы.

## Творческая деятельность
Исследователь творчества архитектора Н. В. Султанова, неовизантийского («византийского») стиля в архитектуре, искусства историзма как большого стиля европейского искусства последней четверти XVIII — середины XX века
Автор книг и более 200 научных статей, опубликованных как в России, так и за рубежом, в том числе — в каталоге выставки «Святая Русь» (Лувр, 2010) года России во Франции.
- организатор юбилейных конференций к 100-летию первой «Истории русской архитектуры» (А. М. Павлинов, 1894 г.) и к 145-летию академика и члена Совета ИАХ Н. В. Султанова (1995 г.);
- организатор выставок современной живописи, издатель каталогов и книг, в том числе выдающегося труда профессора А. И. Некрасова (1885—1950 гг.)"Теория архитектуры";
- куратор выставки «Сюрреализм Каталонии. Художники Ампурдана и Сальвадор Дали» (Эрмитаж, 2016—2017 гг.).
- организатор международных научных конференций «Декоративное искусство второй половины XIX — начала XX века. Художники, архитекторы и русская художественная промышленность» (РАХ, 2014), «Император Александр II: личность и эпоха. К 200-летию со дня рождения Е. И. В.» (С.-Петербургский Дом ученых РАН, 2018), «Граф С. Д. Шереметев и „консервативный романтизм“ на рубеже XIX и ХХ столетий» (2019 г.).

- «Заказ в архитектуре Средневековой Руси XI—XV вв.» (СПб, 1992 г.)
- «История русской архитектуры» 2 изд. (в соавторстве) (СПб, 1994 г.)
- «Москва. Архитектурный пейзажи» (издатель, редактор, автор статьи) (М, 1997 г.)
- «Новотомниково» (в соавторстве)(Воронеж, 2002 г.)
- «Николай Султанов» (СПб, 2003 г.)
- «Византийский стиль» в архитектуре России. Вторая половина XIX — начало XX века" (СПб, 2005 г.)
- «Искусство историзма и государственный заказ. Вторая половина XIX — начало XX века» (М, 2008 г.)
- «Николай Владимирович Султанов. Портрет архитектора эпохи историзма». (СПб, 2009 г.)
- «Власть и монумент. Памятники державным правителям России и Европы. 1881—1914 гг.» (СПб, 2011 г.)
- «Кронштадтский Морской собор во имя Святителя Николая Чудотворца» (в соавторстве) (СПб, 2013 г.)
- «Архитектурное наследие России. Николай Султанов» (М., 2015 г.).
- «Власть и монумент. Памятники державным правителям России и Европы. 1881—1914 гг.» 2-е издание, исправленное и дополненное (СПб, 2015 г.)
- «Династия Шервудов в истории и культуре России» (научный редактор, составитель, автор статей) (М, 2017 г.)
- «Памятник императору Александру II в Московском Кремле» (научный редактор, составитель, автор статьи) (М, 2017 г.)
- «Византийский стиль» в архитектуре России. Вторая половина XIX — начало XX века. 2-е издание. (СПб, 2018 г.)
- «Кронштадтский Морской собор. Главный храм Российского флота» (в соавторстве) (СПб, 2018 г.)
- Красовский М. В. Исследования по архитектуре Византии (научный редактор, вступительная статья, составление, комментарии) (М., 2019 г.)
- Ренато де Антига. Венеция. Гавань святых (предисловие, общее редактирование) (СПб., 2021 г.)

- Yuri R. Saveliev. Anglada-Camarasa en Rusia a traves de la revista «Mir Iskusstva» («El Mundo de Arte») // «El mon de Anglada-Camarasa». Barcelona. Catalogo de la exposición. 2006. P. 36-43.
- Yuri Saveliev. El arte catalan visto desde San Petersburgo // Revista de Catalunya. 2008. № 245. P. 53-93.
- Савельев Ю. Р. Образы собора Святой Софии Константинопольской в русской церковной архитектуре второй половины XIX — начала XX века // Зборник Матице Српске за ликовне уметности. Т. 36. Нови Сад. 2008. С. 157—206.
- Yuri Saveliev. Proyecto de Antonio Cerveto (Tortosa) en el Concurso Internacional de San Petersburgo. Un gran exito de la escuela artistica catalana // RECERCA. Tortosa. 2010. P. 265—286.
- Yuri Saveliev. Il monumento pubblico russo agli inizi del novecento. Gli scultori e gli incarici pubblichi // Architettura dell’Eclettismo. Il rapporto tra l’architettura e le arti (1930—1960). Liguori Editore. Napoli. 2010. P. 287—390.
- Yuri R. Saveliev. La renaissance de l’architecture dans les grands centres de la Russie medievale (P. 241—249); La renaissance architecturale à Moscou aux XIVe et XVe siecles (P. 323—331); Tradition et modernite dans l’architecture du XVIe siecle (P. 464—471); L’architecture du XVII siecle: entre pittoresque, attrait baroque et sobriete classique (P. 560—569) // «Sainte Russie. L’art russe des origins a Pierre le Grand». Catalogue de l’exposition. Paris. Musee du Louvre. 5 mars-24 mai 2010. Ed.: Musee du Louvre; Somogy editions d’art. Paris. 2010.
- Yuri Saveliev. Una exposicion de Dali en el Museo de Hermitage // Catalogo de la exposicion. Ed. Fundacion Julia Reig. 2017. P. 14-17. 104—106, 135—137, 166—168.
- Yuri R. Saveliev. Ignacio Zuloaga y su repercusion en Rusia // Zuloaga en el Paris de la Belle Epoque. 1889—1914. Catálogo de la exposicion. Madrid. 2017. P. 70-81.
- Савельев Ю. Р. Неовизантийский стиль под покровительством императора Александра II и императрицы Марии Александровны. 1855—1881 // Зборник Матице Српске за ликовне уметности. Т. 47. Нови Сад. 2019. С. 133—153.
- Yuri Saveliev. Hagia Sophia in Constantinople: model for the neo-byzantine architecture of Russia, Europe and America // Bisanzio nello spazio e nel tempo. Costantinopoli, la Siria. Orientalia Christiana Analecta. T. 307. Rome, 2019. P. 117—146.

### Награды
- Благодарность Росохранкультуры (2011)
- Золотая медаль РАХ (2005) — за монографию «Византийский стиль» в архитектуре России. Вторая половина XIX — начало XX века"
- Премия «Имперская культура» Союза писателей России (2012)
- Всероссийская историко-литературная премия «Александр Невский» (2013)
- Медаль «В память 100-летия Великой войны 1914—1918 гг.» Главы Российского Императорского Дома великой княгини Марии Владимировны (2016)

Награды Русской Православной Церкви
- Медаль и диплом Фонда памяти митрополита Макария (2005)
- Грамота Ректора Православного Свято-Тихоновского гуманитарного университета (2017)
- Орден преподобного Андрея Иконописца III степени (2019)